# 永寧州 (太原府)
永寧州，明朝时设置的州。
轄地於元朝時屬冀寧路石州。明朝洪武三年（1370年）將石州治所離石縣撤銷併入石州，直屬山西承宣布政使司。隆慶二年（1568年）石州改名為永寧州，属太原府。萬曆二十三年（1595年）改隸屬於汾州府。下轄一縣：寧鄉縣。
清朝沿襲明制，屬汾州府，但不轄縣。民国元年（1912年）改为永宁县。